# Étienne Davignon

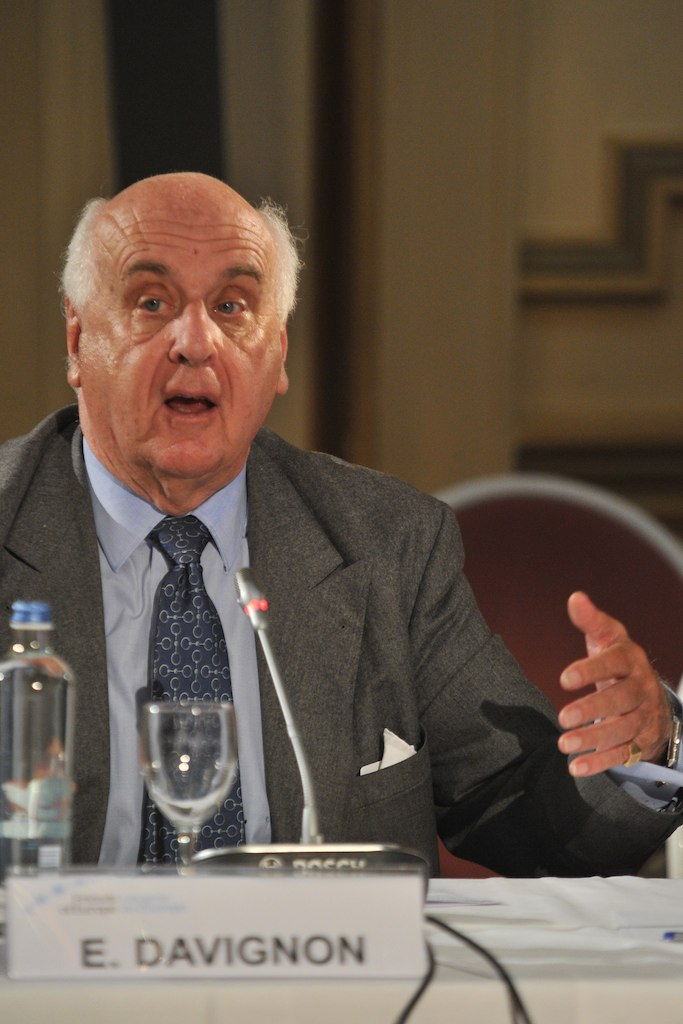
Étienne Davignon (2011)

Étienne Graf Davignon (* 4. Oktober 1932 in Budapest, Ungarn) ist ein belgischer Politiker und Geschäftsmann. Er war Vizepräsident der Europäischen Kommission und ist Ehrenpräsident der Bilderberg-Konferenz. Bekannt wurde er insbesondere durch den Davignon-Bericht, der 1970 die Einrichtung der Europäischen Politischen Zusammenarbeit vorschlug.

## Leben
Étienne Davignon studierte in Brüssel und Löwen zunächst Jura, Philosophie und Wirtschaftswissenschaft, bevor er 1959 in den diplomatischen Dienst seines Landes in Afrika als Attaché eintrat.
In der Regierung des Sozialisten Paul-Henri Spaak wurde er 1964 Kabinettschef im belgischen Außenministerium. Diese Funktion behielt er auch während der Amtszeit des belgischen Außenministers und späteren Regierungschefs Pierre Harmel. Er war an der Abfassung des Harmel-Berichts zur Zukunft der NATO beteiligt, der die Entspannungspolitik zwischen den Militärblöcken einleitete. 1970 legte er als Ausschussvorsitzender der politischen Direktoren der Europäischen Wirtschaftsgemeinschaft den „Davignon-Bericht“ zur Weiterentwicklung und politischen Einigung der Europäischen Gemeinschaften vor, in dem er einen Informations- und Konsultationsmechanismus auf dem Gebiet der Außenpolitik der damals noch sechs Staaten vorschlug. 1973 spielte er für sein Land bei der Konferenz für Sicherheit und Zusammenarbeit in Europa in Helsinki eine wichtige Rolle. Zu Beginn der ersten Ölkrise wurde er 1974 zum ersten Präsidenten der Internationalen Energieagentur berufen. Dieses Amt bekleidet er bis 1977.
Von 1977 bis 1985 war Davignon als Kommissar für Binnenmarkt, Verwaltung der Zollunion und der industriellen Angelegenheiten Mitglied der Europäischen Kommission. In dieser Eigenschaft war Davignon maßgeblich für die Schritte der Montanunion zur Beilegung der Stahlkrise zuständig. Von 1981 bis 1985 fungiert Davignon dabei als Vizepräsident der Europäischen Kommission. Das Angebot seiner christlich-sozialen Partei PSC (heute cdH) auf dem Höhepunkt des flämisch-wallonischen Konflikts zur Führung in Brüssel nahm er nicht an.
Nach dem Ende seiner politischen Karriere 1989 trat Davignon in den Verwaltungsrat der Société Générale de Belgique (SGB) ein, präsidierte am Runden Tisch europäischer Industrieller (ERT) und saß der Union Minière vor, einem traditionsreichen belgischen Bergbauunternehmen im Besitz der SGB, das in der Provinz der Demokratischen Republik Kongo Katanga tätig ist. Davignon ist Vizepräsident des Hotelbetreibers Accor und beim mit der SGB verbundenen Energieversorger Tractebel, fungierte als Vizepräsident des Luxemburger Stahlproduzenten Arbed und der Fortis Bank Belgium. Er war Aufsichtsratsmitglied bei Anglo American, Fiat, beim französisch-belgischen Versorger Suez, der mit der belgischen Bank SGB fusionierte, dem deutschen Chemiekonzern BASF, dem belgischen Chemieunternehmen Solvay, beim Pharmazie- und Biotechnologieunternehmen Gilead Sciences, dem britischen Chemiekonzern Imperial Chemical Industries, Pechiney, den Schaumstoffproduzenten Foamex und Recticel, der Beratungsgesellschaft Kissinger Associates, der Investmentgesellschaft Sofina und der Compagnie Maritime Belge (CMB). Nach dem Bankrott des belgischen Luftfahrtunternehmens Sabena Ende 2001 setzte sich Davignon erfolgreich für die Gründung der Nachfolgegesellschaft SN Brussels Airlines ein.
Seit 1991 ist Davignon Präsident der Association pour l’union monétaire en Europe, Vorsitzender der Stiftung Fondation Paul Henri Spaak und Präsident des Royal Institute for International Relations sowie Präsident der Brüsseler Denkfabriken Friends of Europe (FoE) (Les amis de l’Europe) und des Egmont-Instituts.
Seit 1974 nimmt Davignon an den jährlichen Treffen der Bilderberg-Konferenz teil, deren Präsident er 2005 wurde. Er ist Mitglied der Trilateralen Kommission und der Ditchley Foundation. 2004 erhielt er den Ehrentitel eines Staatsministers, der ihm einen Sitz im belgischen Kronrat sichert. 2010 wurde er zum Mitglied der Académie royale des Sciences, des Lettres et des Beaux-Arts de Belgique gewählt.
2012 wirkte Davignon als Zeitzeuge in dem Dokumentarfilm „The Brussels Business – Wer steuert die Europäische Union?“ mit. Seine Aussagen basierten auf seinen Erfahrungen als Kommissar für Unternehmen und Industrie von 1977 bis 1985 und als Mitglied des European Round Table von 1986 bis 2001.

## Familie
Étienne Davignons Großvater Julien Davignon war 1914 bei Ausbruch des Ersten Weltkriegs Außenminister Belgiens.

## Ehrungen und Auszeichnungen
- 2000 Hans-Böckler-Preis.[4]